# Harma
Harma (en grec, Άρμα) és el nom d'una antiga ciutat grega de Beòcia, que va ser esmentada per Homer al Catàleg de les naus de la Ilíada en el qual la primera posició correspon al contingent beoci, del que en formaven part els guerrers de Harma.
Segons Estrabó, es tractava d'un lloc que formava part de la tetrakomía del territori de Tanagra, juntament amb Eleó, Micalessos i Fares. El geògraf afegeix que el significat del seu nom està relacionat amb Amfiarau, personatge de la mitologia grega que va caure del seu carro i va ser empassat per la terra durant l'expedició dels set contra Tebes i el carro buit va ser a parar on estava la ciutat, mentre una altra versió esmentava que el seu nom deriva del carro d'Adrast, que va quedar destrossat en aquest mateix lloc mentre fugia.
Pausànias, en temps del qual Harma, així com Micalessos, ja era una ruïna, la va situar entre Teumes i Micalessos i actualment s'identifica amb les ruïnes de Kastro Livinou, que son a 4 quilòmetres de Micalessos.